# Golden League NFLI 2003
La Golden League NFLI 2003 è stato, nel 2003, il massimo livello del campionato italiano di football americano organizzata dalla NFL Italia.
Vi parteciparono soltanto 5 squadre, mentre i restanti team del centro-nord furono iscritti alla Silver League, campionato di secondo livello organizzata dalla stessa federazione. La maggior parte delle squadre del sud, invece (Sharks Palermo, Corsari Palermo, Elephants Catania e Delfini Taranto), disputarono il campionato organizzato dalla neonata FIDAF, e quelle del nord-est furono aggregate al campionato transnazionale Alpeadria.

## Regular Season
Girone all'italiana con gare di andata e ritorno.
| Pos. | Squadra           | %V   | G | V | P | PF  | PS  |
| ---- | ----------------- | ---- | - | - | - | --- | --- |
| 1    | Lions Bergamo     | 1000 | 8 | 8 | 0 | 382 | 54  |
| 2    | Dolphins Ancona   | .750 | 8 | 6 | 2 | 178 | 168 |
| 3    | Frogs&K Gallarate | .375 | 8 | 3 | 5 | 144 | 205 |
| 4    | Marines Lazio     | .375 | 8 | 3 | 5 | 106 | 185 |
| 5    | Ducks Roma        | .000 | 8 | 0 | 8 | 70  | 268 |

## Playoff
|  | Semifinali | Semifinali        | Semifinali |                 |   | XXIII Superbowl | XXIII Superbowl | XXIII Superbowl |  |
|  |            |                   |            |                 |   |                 |                 |                 |  |
|  | 1          | Lions Bergamo     | 31         |                 |   |                 |                 |                 |  |
|  | 1          | Lions Bergamo     | 31         |                 |   |                 |                 |                 |  |
|  | 4          | Marines Lazio     | 17         |                 |   |                 |                 |                 |  |
|  | 4          | Marines Lazio     | 17         |                 | 1 | Lions Bergamo   | 45              |                 |  |
|  |            |                   |            |                 | 1 | Lions Bergamo   | 45              |                 |  |
|  |            |                   | 4          | Dolphins Ancona | 0 |                 |                 |                 |  |
|  | 2          | Dolphins Ancona   | 4          | Dolphins Ancona | 0 | 47              |                 |                 |  |
|  | 2          | Dolphins Ancona   |            |                 |   |                 |                 |                 |  |
|  | 3          | Frogs&K Gallarate | 0          |                 |   |                 |                 |                 |  |

### XXIII Superbowl
Il XXIII Superbowl italiano si è disputato il 12 luglio 2003 a Civitanova Marche, ed ha visto i Lions Bergamo superare i Dolphins Ancona per 45 a 0, massimo scarto mai registrato per un Superbowl.
Il wide receiver dei Lions Peter Sangenette è stato premiato come MVP dell'incontro.
- Lions Bergamo campioni d'Italia 2003 e qualificati all'Eurobowl 2004.